# Гарга (Бурятія)
Гарга (рос. Гарга) — улус Курумканського району, Бурятії Росії. Входить до складу Сільського поселення Аргада.
Населення — 55 осіб (2015 рік).